# NGC 5417
NGC 5417 is een spiraalvormig sterrenstelsel in het sterrenbeeld Ossenhoeder. Het hemelobject werd op 23 januari 1784 ontdekt door de Duits-Britse astronoom William Herschel.

## Synoniemen
- UGC 8943
- MCG 1-36-15
- ZWG 46.39
- PGC 49995